# خوليو سيزار أغيري
خوليو سيزار أغيري (بالإسبانية: Julio César Aguirre)‏ هو دراج كولومبي، ولد في 15 يوليو 1969 في Supatá ‏ في كولومبيا.

## وصلات خارجية
- خوليو سيزار أغيري على موقع أرشيف الدراجات (الإنجليزية)